# Beloniscus tricalcaratus
Beloniscus tricalcaratus is een hooiwagen uit de familie Beloniscidae. De wetenschappelijke naam van Beloniscus tricalcaratus gaat terug op Roewer.